# Беревоєшть (Димбовіца)
Беревоєшть, Беревоєшті (рум. Berevoești) — село у повіті Димбовіца в Румунії. Адміністративно підпорядковане місту Ф'єнь.
Село розташоване на відстані 92 км на північний захід від Бухареста, 21 км на північ від Тирговіште, 61 км на південь від Брашова.

## Населення
За даними перепису населення 2002 року у селі проживала 681 особа, усі — румуни. Усі жителі села рідною мовою назвали румунську.